# شورش عشایری ۱۳۴۶-۱۳۴۱ فارس
شورش عشایری ۱۳۴۶–۱۳۴۱ فارس که در منابع دوره پهلوی غائله فارس نامیده می‌شود، یکی از واپسین تلاش‌های جدی عشایر منطقه فارس برای مقابله با حکومت پهلوی بود. این شورش در واکنش به اصلاحات ارضی و سیاست‌های نوسازی محمدرضا شاه و سرکوب‌های پیشین عشایر منطقه به ویژه طی شورش عشایری ۱۳۰۹-۱۳۰۷ فارس شکل گرفت.
این شورش‌ها همگون و دارای رهبر متمرکز نبودند و هریک از ایل‌ها بر اساس ساختار ایلی و به رهبری سران خود در این حرکت شرکت کردند. دولت با اعزام گسترده نیرو با شدت تمام واکنش نشان داد و آخرین بازمانده‌های شورشی تا سال ۱۳۴۶ به‌طور کامل سرکوب شد. رهبران شورشی نیز دستگیر و تبعید یا اعدام شدند. با سرکوب این شورش‌ها عملاً ساختار ایلیاتی سنتی در فارس پایان یافت و با افزایش قدرت و نفوذ دولت، روند نوسازی و اسکان اجباری عشایر شتاب یافت و خاندان‌های حاکم بر ایلات بیش از پیش از صحنه سیاست حذف شدند.

## یاغیان و قتل ملک عابدی
در اوایل دهه ۱۳۴۰ و هم‌زمان با آغاز برنامه اصلاحات ارضی که دولت آن را انقلاب سفید می‌نامید، و همچنین با دوباره مطرح شدن برنامه‌های اسکان اجباری، سرکوب و کنترل عشایر فارس میزان نارضایتی عشایر از دولت بالا رفته بود. از سویی دیگر خشکسالی آن دوره و کمبود غذا و علوفه باعث شده بود عشایر با پناه بردن به کوهستان‌ها یاغی شدند و در صدد برآمدند تا خود و افراد خانواده خویش را از تحت فشار مأموران بیرون آورند.
از شناخته شده‌ترین گروه‌های یاغی می‌توان به دشتی گله‌زن، مسیح بولوردی، بلوط (بولوت) جعفرلو، سه محمد از طایفه طیبی (محمد جهانگیر، محمد نوروز و محمد محمدقلی) و عده‌ای از طایفه موصلو اشاره کرد. در ۲۱ آبان ۱۳۴۱ با قتل مهندس ملک عابدی رئیس اطلاحات ارضی فیروزآباد توسط گروهی به رهبری محمد نوروز، دولت آن را ناشی از تحریکات مالکان مخالف اصلاحات ارضی خواند و شروع به سرکوب و دستگیری یاغیان کرد. به این ترتیب، در فارس حکومت نظامی اعلام و نیروهای عظیمی از ارتش و ژاندارمری مأمور دستگیری متهمان شدند و برخی از خوانین عشایر از جمله منوچهر خان قشقایی به زندان افتادند.
در همین حین محمد خان ضرغامی کلانتر ایل باصری نیز یک هفته پس از قتل ملک عابدی در شیراز دستگیر شد. روزنامه کیهان در تاریخ ۲۸ آبان ماه در صفحه اول و با تیتر بزرگ خبر داد «رئیس ایل خمسه باصری بازداشت شد… ضرغامی باتفاق یک نفر که مجهز به تفنگ بودند دستگیر شدند.» روزنامه اطلاعات نیز در صفحه اول همان روز نوشت: «محمد ضرغامی یکی از مالکین بزرگ شیراز نیمه‌شب دیشب با دو قبضه اسلحه دستگیر شد.» کمی بعدتر اعلام شد دستگیری محمد خان ضرغامی به دلیل رعایت نکردن مقررات حکومت نظامی شیراز بوده و ارتباطی با قتل ملک عابدی نداشته است. محاکمه او به زودی برگزار شد و به دلیل «حمل اسلحه در ساعات ممنوعه فرمانداری نظامی» به ۳ سال زندان محکوم شد که در دادگاه تجدید نظر نظامی به ۶ ماه حبس تأدیبی کاهش یافت.

## شورش عشایری ۱۳۴۲
هم‌زمان با قیام ۱۵ خرداد ۱۳۴۲، در توافقی که بین سران عشایر جنوب به وجود آمد، آنان یکجانبه علیه رژیم شاه دست به قیام زدند. البته این شورش همگون و دارای رهبر متمرکز نبود و هریک از ایل‌ها بر اساس ساختار ایلی و به رهبری سران خود در این حرکت شرکت کردند. سران شورش، عبدالله ضرغام‌پور و ناصر طاهری از خوانین بویراحمد علیا و سفلی، حبیب‌الله شهبازی از سران کوهمره سرخی، حسین قلی خان رستم و ولی کیانی از سران ممسنی، فتح‌الله خان حیات داوودی از سران حیات داوودی، و عده‌ای از سران دیگر طایفه‌ها از جمله ایل نفر در لارستان بودند. اما در ایل قشقایی به علت این که سران قشقایی همه در تبعید به سر می‌بردند و نیز وابستگی برخی از کلانتران و سران طایفه‌ها به دربار، حرکت عمده ای دیده نمی‌شد. با وجود این، عده ای از تفنگچیان قشقایی به سرکردگی دشتی گله‌زن و مسیح بولوردی و بلوط جعفرلو مدتی با شورشیان کوهمره سرخی به ریاست حبیب‌الله شهبازی همراهی کردند. لیکن به دلیل اختلاف نظر با آنان از این گروه جدا شدند.
از آنجا که نیروهای نظامی موجود در فارس قادر به رویارویی با نیروهای عشایری نبودند، بنابراین، از سوی شاه سپهبد بهرام آریانا فرماندهٔ نیروی جنوب و بازرس ویژهٔ شاه گردید و در نیمهٔ دوم اسفند ماه ۱۳۴۱ عازم شیراز شد. عملیات نظامی سرکوب عشایر شورشی با تقویت واحدهای نظامی فارس از دیگر نقاط کشور و با کمک بمباران هوایی از همان زمان آغاز گردید.
سرکوب شورش‌های منطقه بویراحمد نیز که منجر به جنگ گجستان شد، با هجوم هواپیماهای جنگی، به تجمع بویراحمدی‌ها آغاز شد. بویراحمدی‌ها شب هنگام به عده‌ای از ژاندارم‌های مستقر در ده توت نده حمله کردند و با قتل و مجروح نمودن برخی از آنها، به تقابل با حکومت پرداختند.
پس از حادثه توت نده، بویراحمدی‌ها دو دسته شدند تا در منطقه مربوط به خود با نظامیان مبارزه کنند. شدت حملات هوایی حکومت و در تنگنا قرار گرفتن عامه محل، مجال چندانی برای عرض اندام جنگجویان بویراحمدی باقی نگذاشت و خیلی زود مناطق بویراحمد سفلی و علیا به تصرف نظامیان درآمد. بخشی از بویراحمدی‌ها با حضور در منطقه ممسنی در حوزه گرمسیر فعالیت چشمگیرتری بروز دادند و عاقبت با کمک عده‌ای از انصاری‌های ممسنی، در فروردین ۱۳۴۲ نبرد گجستان رخ داد. در این نبرد، یک ستون نظامی ارتش توسط عشایر شکست خورد و صدها تن از آنان مقتول، مجروح، تسلیم، و خلع سلاح شدند. دو روز پس از جنگ گجستان، بمباران متوالی مناطق وسیعی در بویراحمدی و ممسنی آغاز گشت و عملاً جنگجویان را زمین‌گیر نمود.
در نتیجه، پس از سه ماه حملهٔ واحدهای نظامی با حمایت بمباران هوایی مستمر، نیروهای عشایری در هم شکسته شدند. سران عشایر نیز برای جلوگیری از نابودی مردم ایل‌ها، مجبور شدند که در برابر نظامیان تسلیم شوند. پس از سرکوب قیام عشایر، سران ایل‌های شرکت کننده در قیام در دادگاه نظامی ارتش محاکمه شدند. بر اساس حکم دادگاه حسین قلی خان رستم، فتح‌الله خان حیات داوودی، ناصرخان طاهری، حبیب‌الله شهبازی، امام قلی خان رستم، و خداکرم ضرغام‌پور به اعدام محکوم گردیدند. ولی خان کیانی و دامادش، سهراب خان کشکولی، نیز به ده سال زندان محکوم شدند.

## شورش بهمن خان قشقایی
بهمن خان قشقایی نوه دختری صولت‌الدوله که برای تحصیل در انگلستان به سر می‌برد، پس از سرکوب شورش‌ها وارد ایران شد و به جمع‌آوری نیرو پرداخت. هسته نیروهای او را اطرافیان دشتی و مسیح شکل می‌دادند و گرو‌هی از عشایر نفر لارستان نیز به او پیوسته بودند. او در نخستین اقدام پاسگاه‌های دهرم و آبگرم را خلع سلاح کرد. نیروهای دولتی به منظور دستگیری بهمن خان به تعقیب او پرداختند. پس از پیوستن عطا و ایرج کشکولی به بهمن خان در سال ۱۳۴۴ نیروهای دولتی برای دستگیری آنان و سرکوب این قیام حریص‌تر شدند. پس از مدتی با خروج بدون هماهنگی عطا و ایرج کشکولی از ایران، بهمن خان ناامید شد و تصمیم گرفت که از طریق پیکی با محمدخان ضرغامی، کلانتر ایل باصری، که گویا از مدتی قبل نیز با او تماس داشته است، ارتباط برقرار کند. محمدخان ضرغامی نیز با اسدالله علم که در آن زمان به عنوان رئیس دانشگاه پهلوی در شیراز به سر می‌برد، دیدار کرد و از وی وعدهٔ تأمین جانی برای بهمن خان را گرفت و به اطلاع بهمن خان رساند. از این رو، بهمن خان در اواخر اسفند ۱۳۴۴ به شیراز رفته و خود را به علم معرفی کرد.
مدتی بعد بهمن خان روانه تهران گردید و در دادگاه بدوی و تجدیدنظر نظامی، محاکمه و به اتهام «تشکیل دسته اشرار و قتل هشت نفر ژاندارم» به اتفاق آرا محکوم به اعدام گردید. اعدام بهمن خان در صبح دم ۱۷ آبان ۱۳۴۵ در میدان تیر پادگان باغ تخت شیراز به اجرا درآمد. اعدام او انعکاس وسیعی در محافل سیاسی بیرون از کشور و مجامع بین‌المللی حقوق بشر داشت. محمد خان ضرغامی متأثر از اعدام او و عهدشکنی شاه و علم، نامه‌ای تند خطاب به شاه نوشت و او را فاقد هر گونه عرق ملی و انسانی قلمداد کرد. پس از چند روز محمد خان را نیز در دادگاه نظامی شیراز به جرم «قیام مسلحانه علیه حکومت سلطنتی» به پانزده سال زندان محکوم و راهی زندان کردند. دشتی و مسیح، آخرین بازماندگان شورش نیز سرانجام در سال ۱۳۴۶ در دشت مهگان اقلید کشته شدند.